# Voice - Danmarks største stemme
Voice – Danmarks største stemme var en dansk reality-sangkonkurrence baseret på konceptet The Voice of Holland. Vinderen af konkurrencen modtog en pladekontrakt med Universal Music. Første sæson havde premiere den 26. november 2011 på TV 2 og blev set af 1,1 millioner seere. I den første sæson var Steen Jørgensen, Lene Nystrøm, Sharin Foo og L.O.C. coaches, mens Morten Resen og Sigurd Kongshøj var tv-værter. Lasse Bekker og Lisbeth Østergaard var værter på nettet i den første sæson. Felix Smith var vært på den anden sæson.
Vinderen blev Kim Wagner, der var blevet coachet af L.O.C. Han udgav umiddelbart efter finalen den 25. februar 2012 sin første single "The Song, Oh!".
Programmets anden sæson var den sidste, idet Voice Junior dog fortsatte på TV 2.

## Værter
Tekst mangler, hjælp os med at skrive teksten

## Coaches & Deltagere
– Winning judge/category, winners noted in bold. Eliminated contestants are noted in small font, with the first listed being the finalist of the team.
| Sæson         |                                                                          |                                                                         |                                                                      |                                                                   |
| Sæson         | Liam O'Conner                                                            | Sharin Foo                                                              | Lene Nystrøm                                                         | Steen Jørgensen                                                   |
| ------------- | ------------------------------------------------------------------------ | ----------------------------------------------------------------------- | -------------------------------------------------------------------- | ----------------------------------------------------------------- |
| 1             | Kim Wagner Noa Stoustrup Joakim Tranberg Martin Preisler Rebecca Ndigaye | Bjarne Langhoff Freja Kirk Amie Jones Frederik Zeuthen Stella Danielsen | Mathias Pachler Rosa Skotte Ida Lohmann Henrik Bruhn Thomas Solnæs   | Liv Skotte Nanna Kaad Thomas Pedersen Dea Romme Larsen Nadia Bach |
| Sæson         |                                                                          |                                                                         |                                                                      |                                                                   |
| Liam O'Conner | Lene Nystrøm                                                             | Xander Linnet                                                           | Sharin Foo                                                           |                                                                   |
| 2             | Emilie Paevatalu Johannes Hubertz Anders Gøttsch Tanja Fossdal           | Christian Krogh Louise Schouw Søs Haals Jean Paul Espinosa              | Andreas Odbjerg Kamille Bjerregaard Susan Dervishi Josias Julliussen | Dianna Lindharth Christoffer Stjerne Mette Berg Nanna Larsen      |

## Sæsonsynopsis
Team Liam
     Team Sharin
     Team Steen
     Team Lene
     Team Xander
| Sæson | Sendt     | Vinder           | 2. Plads        | 3. Plads        | 4. Plads         | Vært(er)     | Coaches                                       | Vinder Coach |
| ----- | --------- | ---------------- | --------------- | --------------- | ---------------- | ------------ | --------------------------------------------- | ------------ |
| 1     | 2011/2012 | Kim Wagner       | Mathias Pachler | Bjarne Langhoff | Liv Skotte       | Morten Resen | L.O.C Sharin Foo Lene Nystrøm Steen Jørgensen | L.O.C        |
| 2     | 2012      | Emilie Paevatalu | Andreas Odbjerg | Christian Krogh | Dianna Lindharth | Felix Smith  | L.O.C Sharin Foo Lene Nystrøm Xander Linnet   | L.O.C        |

## Coaches
| Coach           | 01 | 02 |
| --------------- | -- | -- |
| Steen Jørgensen | ♦  |    |
| Lene Nystrøm    | ♦  | ♦  |
| Sharin Foo      | ♦  | ♦  |
| L.O.C.          | ♦  | ♦  |
| Xander          |    | ♦  |

### Sæsonoverblik
| Sæson                                     | Premieredato       | Finaledato        | Vært         |
| Voice - Danmarks Største Stemme (Sæson 1) | 26. november 2011  | 25. februar 2012  | Morten Resen |
| Voice - Danmarks Største Stemme (Sæson 2) | 15. september 2012 | 24. november 2012 | Felix Smith  |

## Voice Junior
Voice Junior er en spin-off serie, hvor konceptet er det samme som "Voice", men deltagerne er børn mellem 8-14. Imodsætning til den oprindelige serie, er der kun 3 coaches, hvor der er i Voice var 4.
Programmet bliver sendt på TV 2, hver fredag.
     – Winning judge/category, winners noted in bold. Eliminated contestants are noted in small font, with the first listed being the finalist of the team.
| Sæson   |                      |                         |                         |
| Sæson   | Wafande              | Oh Land                 | Joey Moe                |
| ------- | -------------------- | ----------------------- | ----------------------- |
| 1       | Sille Rachel Anton   | Rud Sofie Laura         | Melina Emma Jeppe       |
| Sæson   |                      |                         |                         |
| Wafande | Oh Land              | Joey Moe                |                         |
| 2       | Isabella Chili Alina | Sophie Malthe Alberte   | Aland Simon Kate        |
| Sæson   |                      |                         |                         |
| Wafande | Oh Land              | Joey Moe                |                         |
| 3       | Johanne Ida Zairah   | Ella Marie Kasper Marie | Isabel Natasja Meadaris |

| Sæson                  | Premieredato       | Finaledato        | Vært                      |
| Voice Junior (Sæson 1) | 5. april 2014      | 23. maj 2014      | Mikkel Kryger             |
| Voice Junior (Sæson 2) | 20. september 2014 | 22. november 2014 | Mikkel Kryger             |
| Voice Junior (Sæson 3) | 5. september 2015  | 31. oktober 2015  | Mikkel Kryger, Amelia Høy |